# Diplectrum
Diplectrum is een geslacht van straalvinnige vissen uit de familie van de zaag- of zeebaarzen (Serranidae). Het geslacht is beschreven in 1846 door Agassiz.

## Soorten
- Diplectrum bivittatum (Valenciennes, 1828)
- Diplectrum conceptione (Valenciennes, 1828)
- Diplectrum eumelum Rosenblatt & Johnson, 1974
- Diplectrum euryplectrum Jordan & Bollman, 1890
- Diplectrum formosum (Linnaeus, 1766) – Zandbaars
- Diplectrum labarum Rosenblatt & Johnson, 1974
- Diplectrum macropoma (Günther, 1864)
- Diplectrum maximum Hildebrand, 1946
- Diplectrum pacificum Meek & Hildebrand, 1925
- Diplectrum radiale (Quoy & Gaimard, 1824)
- Diplectrum rostrum Bortone, 1974
- Diplectrum sciurus Gilbert, 1892